# 市民ラジオ
市民ラジオ（しみんラジオ、英: citizens band radio、略称: CB)は、個人が簡便に使用できる短距離の音声通信用無線システムである。アメリカ合衆国で1958年に27MHz帯を用いた「Citizens Band Radio Service」が制度化され、多くの国がこれを範とした制度を制定している。

## 各国の市民ラジオ

### アメリカ合衆国
最大出力は振幅変調（AM）で4W、抑圧搬送波単側波帯（SSB）で12W。1980年代には大型トラックの運転手を中心にブームとなった。
携帯電話の普及後もアメリカでは、ハイウェイ上でも街から離れると圏外となる地域が多く公衆電話も設置されていないため、長距離を走行する貨物トラックの運転手に普及している。携帯電話の圏外などでは警察に直接通報するチャンネルが指定され、緊急通報に備えて警察や保安官が傍受態勢をとっているなど、インフラの補完として利用されている。

### オーストラリア
市民ラジオが許可されるまで、27MHz帯は「ハンドフォン」に割り当てられていた。1970年代半ばまでに、愛好家がアメリカで販売されているCB用無線機を持ち込みアンダーグラウンドで使用していたが、当時はまだアマチュア無線に割り当てられた周波数帯であった。CBクラブもいくつかでき、コールサインを交付しQSLカードも発行するなどし、CBの合法化へ働きかけていた。1977年にCBは18チャンネルで合法化され、1982年にはアメリカ方式の40チャンネルが採用された。合法化当初、政府は有料の免許制度を導入しようとしたが最終的に放棄した。
1970〜80年代初頭の興隆の後、オーストラリアにおける27MHz帯のCB無線の利用は大きく落ち込んだ。その理由として、FMやリピーターなどを利用する477MHz帯UHFのCB無線が導入されたことや、UHF帯の安価でコンパクトなトランシーバーの普及などが挙げられる。また、携帯電話やインターネットでのチャットなど、新しい技術の普及で通信手段の多様化が大きな理由として考えられている。

### 日本
制度
市民ラジオの制度#概要も参照

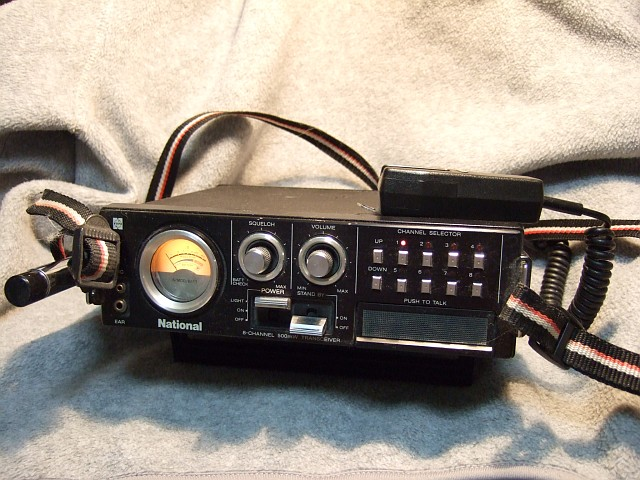
日本国内規格のCB無線機（National RJ-580）

1983年（昭和58年）1月1日に免許を要しない無線局となった時の制度が基本的に存続している。
操作に無線従事者は不要である。
電波法第4条に規定する免許を要しない無線局の一種として、適合表示無線設備を利用するものとされる。
これを受けた総務省令電波法施行規則には、「A3E電波26.968MHz、26.976MHz、27.04MHz、27.08MHz、27.088MHz、27.112MHz、27.12MHz又は27.144MHzの周波数を使用し、かつ、空中線電力が0.5W以下であるもの」と規定している。
AM、周波数は計8波（チャンネル）、最大空中線電力（出力）500mWで、機種によりチャンネル数や出力は異なるがこの規格は制度化当初から変わりない。市民ラジオの無線局の用語が使用されているのは、技術基準を規定する無線設備規則と技術基準適合証明の対象とすることを規定する特定無線設備の技術基準適合証明等に関する規則の二つの総務省令である。
沿革
市民ラジオの制度#沿革も参照
1961年（昭和36年）に「27Mc帯の周波数の電波を使用する簡易無線局」として制度化された。無線局の免許を要し、無線従事者が不要となるのは無線機器型式検定規則による検定に合格した機器（検定機器）を使用するのが条件であった。
1963年（昭和38年）に技術基準が改正され、アンテナはホイップ型で長さ2m以内、PTTスイッチ付マイクも禁止された。
型式検定の記録には、日本電気、早川電気工業（現・シャープ）、三菱電機、東京芝浦電気（現・東芝）など今日も残る企業ばかりでなく、もはや存在しない中小企業の名もある。当時は、誰でも免許が取得でき携帯して使用できる無線機は他になく、道路などの工事現場、イベントやロケ現場、ゴルフ場などでの業務連絡に利用される他、趣味に利用する人もいた。日本山岳協会も遭難対策に有効なことを認識し、1965年（昭和40年）に沈黙時間（サイレントタイム）を提唱した。
1960年代も終わる頃にはソニーと松下電器産業（現・ パナソニック）の二社の製品が主になった。この頃の「初歩のラジオ」や「ラジオの製作」などのラジオ雑誌には大衆化を始めたアマチュア無線や1970年代中頃からブームとなったBCLと並んて記事が掲載され、ラジオの製作では使用者を「CBer」（シーバー）と呼んで市民ラジオの普及に力を入れていた。
この時代には趣味としての移動運用やQSLカードの交換も行われていた。一方、1970年代後半頃からは後述の#不法市民ラジオが社会問題化し業務に差し支えるようになった。日本山岳協会も混信の増加により沈黙時間が機能しなくなったと認めている。
1982年（昭和57年）には技術基準適合証明の対象となったが、この頃になると検定機器や認証機器（現・適合表示無線設備）の機種数も減少していった。
1983年（昭和58年）1月1日に免許不要局とされ同時に無線局の免許は失効した。
型式検定の対象でもなくなったが、1月1日の時点で簡易無線局の免許を受けていたものは、技術基準適合証明を受けたと見なされ継続して使用することができる。技術基準も改正されPTTスイッチ付マイクを使用することが可能となった。
簡易無線の局数として最後に確認できるのは、1982年3月末（昭和56年度末）の265,852局であった。
局数は市民ラジオの制度#通信白書を参照
1989年（平成元年）特定小電力トランシーバーが登場した。
市民ラジオより小形軽量でアンテナも短くて使い勝手が良く、中継機能や同時通話機能を持つものもあり業務での使用はこれに移行するようになった。
2005年（平成17年）にスプリアス発射等の強度の許容値に関する技術基準が改正され、旧技術基準により認証された適合表示無線設備は「平成34年12月1日」以降は使用できないものとされた。
2006年（平成18年）から電波の利用状況調査の中で市民ラジオの出荷台数が公表されることになった。
技術基準改正の直前頃から出荷が途絶えていたが、2010年（平成22年）から少数ながら生産されていることがわかる。
出荷台数は市民ラジオの制度#出荷台数を参照
新技術基準で認証を受けようとする大手企業は無く、個人で取得するには完全な自作は無理で既存機種を改造することになるが技術力を持つ僅かな人によるもの

しかない。
企業によるものも中小企業の半受注生産によるものに限られ、量産品向けの制度である工事設計認証を取得した機種も現れたが、かつてのように量販店で自由に購入できるものではなくなった。
認証された機器の企業は#外部リンクを参照
こうして業務用機器としては殆ど見なくなった一方で、特定小電力トランシーバーやデジタル簡易無線登録局（2009年（平成21年）より登録開始）と合わせて免許不要であることからライセンスフリーラジオと呼ばれるようになり、もっぱら趣味に利用されている。ライセンスフリーラジオは免許制度の対象外のため、呼出符号（コールサイン）が指定されることはなく、使用者は簡易無線局にあったコールサイン（地名+2英字+3数字　例:とうきょう●×123）を参考に自称している。
2021年（令和3年）には、コロナ禍により旧技術基準に基づく適合表示無線設備が「令和4年12月1日以降も当分の間」は使用可能とされた。

#### 不法市民ラジオ
不法無線局も参照
経緯
1974年にアメリカでは連邦通信委員会が規格を改正し、23チャンネルを40チャンネルに増波する

とした。
当時、日本で製造されていたアメリカ向けの旧規格の無線機が販売先を失い国内に流通する
ようになる。
アマチュア無線家の中には周波数を28MHz帯に改造して使用する人

もいた。これは合法である。
しかし、市民ラジオの無線機として使うとなると合法ではない。アメリカ向けのCB無線機そのままの周波数ではアメリカと日本では周波数割当てが異なり、国内用として使用できる業務は無い。日本の市民ラジオの周波数に改造しても検定機器とすることはできず免許申請もできない。いずれもそれらの無線機を使用することは不法無線局を開設することである。
もともと車載用に設計されており、主にトラック・ダンプカーなどの職業運転手の間に急速に広がり、仲間同士や業務用の通信として利用されるようになる。さらに通信距離を伸ばすため増幅器（（パワー）ブースター、（リニア）アンプなどと呼ぶ。）を接続する者も現れた（出力が1kWを超える摘発例もあり）。
いわゆる不法トラック無線の始まりで、映画『トラック野郎』シリーズ（1975年〜1979年）でも小道具に使われた。
最盛期
不法市民ラジオの最盛期は1980年代前半である。
一部の雑誌には不法無線機の販売店の広告が掲載され、ある種、アングラ産業化していた。#摘発局数・措置局数で摘発局数が増加した時期が傍証になる。 
アンテナも26〜29MHz用と称し、アマチュア無線の28MHz帯用を装いながら不法無線機に対応するアンテナが販売されていた。
一部の運転手はアマチュア無線技士の免許を取得しアマチュア局を開局した（CB上がりとも呼ばれた）が、大多数は無免許のまま無線機を大型トラック（不法投棄取締りの情報交換、または単に仲間との会話を楽しむため）に搭載し、コールサインを持たない彼らは、自らニックネームをつくり交信中に名乗っていた。
中には自宅にアンテナを設置し固定局として運用する者や、団体（クラブと呼ぶ）を結成し定期的に会合を開き構成員の親睦を図る者もいた。
クラブは特定の周波数（チャンネル）を占有することも多く、チャンネル争いで他のクラブと抗争事件を起こしたり、チャンネル使用料と称し金銭などを請求したりする者（暴力団などの反社会的勢力の資金源ともなっていた。全英会を参照）もいた。
こうした通信環境の悪化やチャンネル争いといったトラブルを逃れる目的で、一部のクラブとメーカーが「NASAパーソナル無線」と称した37MHz帯の無線機を開発し使用していたこともある。
増幅器
不法な増幅器はインターネットオークションに出品されることがあり、当時の技術を知ることが出来る。製造時期により構成が異なるが、比較的古いものは12.5V仕様のトランジスタを使ったり、テレビ用の真空管を1〜8本程度使用して、出力は50〜1000W程度である。テレビのトランジスタ化以後はアメリカ製の傍熱管（通称セラミック）を使ったものもあった。28Vで動作するトランジスタが開発されてからは、これを2〜20個程度使用して出力は400〜2000W。公称5kWのものもある。電源は28Vで100A以上にもなるため、これに対応するために車の電装も強化する必要があった。
社会問題化
大出力の不法市民ラジオの電波は周辺のテレビ・ラジオに受信障害を与えたり、有線放送やカラオケ等の音響機器に混入しスピーカーから音声や雑音を発生させる。
また、ブレーカー、自動ドア、洗浄式トイレ、パソコン等の誤動作も報告されている。
更に、ラジコンや石油ストーブ火災のように大きな影響を与えた事例もある。
ラジコン
微弱無線の一種（微弱無線局#第2号）として27.12MHzに割当てがあったが、特に模型飛行機用に対する混信は墜落の危険もあり、1984年（昭和59年）に40MHz帯が拡大、1992年（平成4年）に72MHz帯が新設された。
なおラジコン用周波数は、後に72MHz帯の増波を繰り返し、模型飛行機用とそれ以外・産業用とホビー用の分離などの安全対策が進んでいる。
石油ストーブ火災
1996年（平成8年）7月調布市の甲州街道沿いで起きた建物火災である。
保管されていた石油ストーブの自動点火装置が不法電波の誘導作用によって誤動作し灯油が燃焼、周囲に引火したもので、従前には無い事例であった。メーカーは事故防止のチラシを300万枚作成して全国に広報し、テレビニュースでも取り上げられ、郵政省（現・総務省）は警察庁に不法無線局の取締りを要望した。
規制・取締り
電波法の制定当初の不法無線局に対する罰則の対象は「免許を受けないで無線局を運用した者」であり、「運用」とは「無線機から電波を発射する」ことを意味し事実上現行犯でなければ逮捕できなかった。
また、地方電波監理局、後に地方電気通信監理局、現在の総合通信局に至るまで特別司法警察職員がおらず、取締りは違反を確認後に刑事告発するという形であった。
通信白書（郵政省刊行、現在は情報通信白書として総務省刊行）で電波監視の結果と#摘発局数・措置局数が記事になったのは、昭和50年版の「不法市民ラジオが多数を占めている」からで、昭和52年版では「我が国では市民ラジオとして使用することを認められていないハイパワー機器を使用したもの」
とあり、この頃には大出力の無線機による弊害を認識していたことがわかる。
1983年（昭和58年）に 罰則の対象が免許を受けないで無線局を「運用した者」から「開設した者」と改正された。
電波が発射されなくとも「発射できることが可能な（アンテナと電源が接続された）無線機」があれば逮捕できることとなった。
しかし、自動車に搭載された無線機が不法なものか否かを確認するのは容易ではなく、効果的な取締りにつながらなかった。
同時に制度化されたのがパーソナル無線で、車載可能な無線機による近距離の音声通信システムを目指したものであったが、数年の内に周波数帯の逸脱や増幅器の接続など不法市民ラジオと同様な状況に陥り、不法アマチュア無線とあわせて「不法三悪」と呼ばれるようになった。
- 「不法三悪」の語がインターネットアーカイブで確認できる最古のものは、1997年（平成9年）の北海道電気通信監理局の広報資料[30]にある。

1994年（平成6年）に不法無線局の内、不法開設の多い周波数帯のものを特定不法開設局と、これに用いられる無線機は指定無線設備と規定され、これらの無線機の小売業者は指定無線設備小売業者として「免許を申請する必要があり、免許が無いのに使用した場合は刑事罰に処せられる。」ことを呈示しなければならないことが義務付けられた。
この規定に違反した業者に対し必要な措置を講ずべきことを指示することができる、つまり行政指導の対象となるとされた。
- 不法市民ラジオ用と不法パーソナル無線用の無線機が指定無線設備とされた。[32]

この頃になると自動車電話、後に携帯電話が廉価になって移動体通信が普及してきたことや、警察・海上保安庁との合同取締りの実施により減少しだした。
2001年（平成13年）には、不法市民ラジオの無線局へ警告する特別業務の局の一種である規正用無線局が免許

された。
2013年（平成25年）の平成25年版情報通信白書に「不法三悪」の語が登場したが「かつての「不法三悪」による混信・妨害が減少している一方、輸入無線機による混信が増えている」と分析している。
アメリカ向けの無線機が国内で生産されなくなるに伴い流通する台数も減少して淘汰されたということである。
不法パーソナル無線も制度廃止により生産されなくなり、同様に減少している。

##### 摘発局数・措置局数
| 年度                                                                                      | 局数  | 出典                            |
| ----------------------------------------------------------------------------------------- | ----- | ------------------------------- |
| 昭和49年度                                                                                | 288   | 第2-6-16表 不法無線局の摘発局数 |
| 昭和50年度                                                                                | 590   | 第2-6-17表 不法無線局の摘発局数 |
| 昭和51年度                                                                                | 577   | 第2-6-16表 不法無線局の摘発局数 |
| 昭和52年度                                                                                | 913   | 第2-6-17表 不法無線局の摘発局数 |
| 昭和53年度                                                                                | 1,418 | 第2-6-17表 不法無線局の摘発局数 |
| 昭和54年度                                                                                | 2,808 | 第2-6-17表 不法無線局の摘発局数 |
| 昭和55年度                                                                                | 3,574 | 第2-6-16表 不法無線局の摘発局数 |
| 昭和56年度                                                                                | 3,790 | 第2-6-17表 不法無線局の摘発局数 |
| 昭和57年度                                                                                | 3,553 | 第2-6-19表 不法無線局の摘発局数 |
| 昭和58年度                                                                                | 1,813 | 第2-6-10表 不法無線局の摘発局数 |
| 昭和59年度                                                                                | 2,235 | 資料2-154 不法無線局の措置状況  |
| 昭和60年度                                                                                | 1,628 | 資料5-15 不法無線局の措置状況   |
| 昭和61年度                                                                                | 1,587 | 資料5-18 不法無線局の措置状況   |
| 昭和62年度                                                                                | 1,429 | 資料6-19 不法無線局の措置状況   |
| 昭和63年度                                                                                | 1,487 | 資料6-18 不法無線局の措置状況   |
| 平成元年度                                                                                | 2,067 |                                 |
| 平成2年度                                                                                 | 1,769 | 資料6-18 不法無線局の措置状況   |
| 平成3年度                                                                                 | 2,086 | 資料6-18 不法無線局の措置状況   |
| 平成4年度                                                                                 | 1,594 | 資料1-67 不法無線局の措置状況   |
| 平成5年度                                                                                 | 2,298 | 資料1-42 不法無線局の措置状況   |
| 平成6年度                                                                                 | 2,296 | 資料1-42 不法無線局の措置状況   |
| 平成7年度                                                                                 | 2,551 | 資料1-42 不法無線局の措置状況   |
| 通信白書からの抜粋 平成8年度以降は通信白書に掲載が無いので不法無線局#出現・措置状況を参照 |       |                                 |